# The Shooter (film, 1997)
Pour plus de détails, voir Fiche technique et Distribution.
The Shooter est un western américain sorti en 1997, réalisé par Fred Olen Ray (crédité comme Ed Raymond) et avec pour star Michael Dudikoff.

## Synopsis
Michael Atherton tient tête à la famille qui contrôle la petite ville de l’ouest où il vit. Il finit lâchement battu et laissé pour mort. Par chance, il est sauvé par une prostituée qui avait été attaquée par le même groupe de desperados.

## Distribution
- Michael Dudikoff : Michael Atherton
- Randy Travis : Kyle Tapert
- Valerie Wildman : Wendy
- Andrew Stevens : Jacob Finch / le narrateur
- William Smith : Jerry Krants
- Robert Donavan : le maire Pete Sayers
- Eric Lawson : Paul
- Hoke Howell : Duncan
- Libby George : Gina
- Cal Bartlett : le shérif
- Matthew R. Anderson : adjoint Casey
- Peter Sherayko : Ed
- William Langlois : Vince Krants
- Ryan Latshaw : Darien
- Marc Vahanian : Tyler
- Pete Walsh : Daniel
- Robert Quarry : l’examinateur
- Neil Delama : Otis[1]

## Réception critique
The Shooter a reçu des critiques positives de la part des critiques et du public. Karina Montgomery de « rec.arts.movies.reviews » l’a appelé « un film de viande et de pommes de terre, un bon moment. Vous pouvez trouver des trous dans l’intrigue, mais les commenter serait mesquin à la lumière du reste des mérites du film. » Le critique Brody Manson a déclaré : « Je ne m’attendais PAS à aimer ce western autant que je l’ai fait, mais il avait cette sensation de western old school, et il était bourré d’action du début à la fin. »
The Shooter recueille un score d’audience de 56% sur Rotten Tomatoes.